# Śmicz (gmina w rejencji opolskiej)
Śmicz (niem. Amtsbezirk Schmietsch) – zbiorowa gmina wiejska (Amtsbezirk) w powiecie prudnickim, rejencji opolskiej. Funkcjonowała w latach 1874–1945 w Rzeszy Niemieckiej. Siedzibą gminy był Śmicz (Schmietsch).
Gminę Śmicz utworzono 1 maja 1874 na obszarze powiatu prudnickiego. Powstała z obszaru gromad Śmicz, Kolnowice (Kohlsdorf) i Miłowice (Mühlsdorf) oraz dwóch majątków ziemskich: Kokot (Hahnvorwerk) i Laskowiec (Haselvorwerk). Pierwszym administratorem okręgu został Adolph Heinrich zamieszkały w Kokocie.
7 lipca 1936 nazistowska administracja III Rzeszy wprowadziła nową nazwę gminy – Amtsbezirk Lößtal. 1 kwietnia 1938 do gminy Śmicz włączono gromadę Wasiłowice (Tiefengrund) z gminy Zülz-Land. 1 stycznia 1945 gmina Śmicz obejmowała gromady: Laskowiec, Kolnowice, Śmicz, Miłowice i Wasiłowice.
Jednostka przetrwała do 1945 roku. Po II wojnie światowej została zniesiona. W grudniu 1945 władze polskie utworzyły w reaktywowanym powiecie prudnickim gminę Śmicz w innych granicach administracyjnych.